# Inspektorat Zachodni Okręgu Lwów Armii Krajowej
Inspektorat Zachodni Okręgu Lwów AK – terenowa struktura Okręgu Lwów Armii Krajowej o kryptonimach „24”, „Lasy”.
Inspektorat Zachodni obejmował teren czterech powiatów i (obwodów Armii Krajowej) i należał do  mniejszych inspektoratów Okręgu Lwów, Poza zasięgiem jego działalności był fragment powiatu jaworowskiego i zachodnia część powiatu rudeckiego. Ludność pochodzenia ukraińskiego stanowiła tu większość.

## Organizacja Inspektoratu
Pierwsza wzmianka o Inspektoracie Zachodnim „Lasy” – pojawiła się w sprawozdaniu Okręgu Lwów z czerwca 1942. W Inspektoracie działały wówczas cztery punkty organizacyjne. Pracowali w nich: kpt. „Krogulec”, ppor. rez. Józef Szymański „Gajowy”. Henryk Węgliński „Czarny” – jako spalony musiał odejść na inny teren. 
Komendę Inspektoratu już o kryptonimie „Brokat”, a potem „Lapis” objął ppor. „Gajowy” jako pełniący obowiązki komendanta. Pracując we Lwowie w prywatnej firmie budowlanej, mógł bez wzbudzania podejrzeń jeździć w sprawach firmy do Gródka Jagiellońskiego.
1 września 1942 w Inspektoracie był zorganizowany tylko zawiązek obwodu Gródek Jagielloński z dwoma plutonami, a w nich – 9 drużyn i 9 oficerów.
W styczniu 1943  komendę Inspektoratu o kryptonimach „Lapis”, „Pilica”, „Żółty” objął przybyły z Warszawy kpt. Alfons Jabłoński „Radca”. Ppor. Szymański „Alwi” został oficerem organizacyjnym. 
Przy organizowaniu obwodów inspektoratu napotkano trudności w organizacji obwodu Mościska. Prace konspiracyjną prowadziło tam już  kierownictwo Inspektoratu Przemyśl z Okręgu Kraków AK. Dopiero w końcu maja 1943 nastąpiło oficjalne przejęcie powiatu mościskiego.
W sierpniu 1943 były już zorganizowane w Inspektoracie wszystkie cztery obwody z 14 rejonami, 33 plutonami kadrowymi, 75 drużynami i 820 ludźmi w 44 punktach organizacyjnych. Działało w Inspektoracie czterech oficerów zawodowych, 18 – rezerwy, oraz 27 podchorążych.
we wrześniu 1943 stanowisko komendanta Inspektoratu (kryptonimy „Żółty”, „Neon”, „Wiśnia”, „Kakao”, „Resor”, „Podwiązka”) objął spalony we Lwowie, por. Witold Szredzki „Sulima”.
W końcu 1943 stan liczebny Inspektoratu wzrósł prawie 1600 ludzi, a 28 plutonów uzupełniono do pełnych stanów. Liczba oficerów rezerwy wzrosła do 28. Do wzrostu stanu liczebnego przyczyniło się scalenie z AK oddziałów BCh, liczących na terenie inspektoratu ok. 400 ludzi.

## Dowódcy (inspektorzy)
- mjr Brunon Rolke „Aspik” (grudzień 1941 – luty 1942), przeniesiony na stanowisko komendanta Okręgu Wołyń
- (NN) „Krogulec” (luty 1942 – sierpień 1942), przeniesiony na inny teren
- p.o. komendanta ppor Józef Szymański „Gajowy” (listopad 1942 – styczeń 1943)
- kpt Alfons Jabłoński „Radca” (styczeń 1943 – listopad 1943)
- kpt. Witold Szredzki „Sulima” (listopad 1943 – 31 lipca 1944)

## Obwody inspektoratu
Struktura organizacyjna podana za Atlas polskiego podziemia niepodległościowego:
- Obwód Gródek Jagielloński Armii Krajowej
- Obwód Mościska Armii Krajowej
- Obwód Jaworów Armii Krajowej
- Obwód Rudki Armii Krajowej